# Odontobatrachidae
Odontobatrachidae – monotypowa rodzina płazów z rzędu płazów bezogonowych (Anura), utworzona w 2014 roku przez Bareja i współpracowników.

## Zasięg występowania
Rodzina obejmuje gatunki występujące w strumieniach o dużym spadku w pagórkowatych zalesionych częściach Afryki Zachodniej w Sierra Leone, północnej Liberii, południowej Gwinei i zachodnim Wybrzeżu Kości Słoniowej na wysokości 0–1400 m n.p.m.

## Systematyka

### Taksonomia
Niedawne badania morfologiczne i genetyczne wykazały, że rodzina Odontobatrachidae nie tylko jest kladystycznie odrębna względem Petropedetidae, ale także wszystkich innych istniejących rodzin płazów bezogonowych. Ponadto rodzina Odontobatrachidae okazała się wyjątkowo stara, szacuje się, że pochodzi ona z okresu połowy kredy, około 80–90 milionów lat temu. W związku z tym wydzielono nową rodzinę – Odontobatrachidae. Szczegóły dotyczące ewolucyjnej historii taksonu są jednak nadal otwarte na alternatywne interpretacje.

### Etymologia
Odontobatrachus: gr. οδους odous, οδοντος odontos „ząb”; βατραχος batrakhos „żaba”.

### Podział systematyczny
Do rodziny należy jeden rodzaj  Odontobatrachus Barej, Rödel, Loader & Schmitz, 2014 z następującymi gatunkami:
- Odontobatrachus arndti Barej, Schmitz, Penner, Doumbia, Sandberger-Loua, Emmrich, Adeba & Rödel, 2015
- Odontobatrachus fouta Barej, Schmitz, Penner, Doumbia, Sandberger-Loua, Emmrich, Adeba & Rödel, 2015
- Odontobatrachus natator (Boulenger, 1905)
- Odontobatrachus smithi Barej, Schmitz, Penner, Doumbia, Sandberger-Loua, Emmrich, Adeba & Rödel, 2015
- Odontobatrachus ziama Barej, Schmitz, Penner, Doumbia, Sandberger-Loua, Emmrich, Adeba & Rödel, 2015